# Александр I (король Греции)
Александр I (греч. Αλέξανδρος Αʹ 1 августа 1893, Афины — 25 октября 1920, там же) — король греков в 1917—1920 годах из династии Глюксбургов. Сын короля Константина I и Софии Гогенцоллерн.

## Биография
Александр стал королём, когда его отец был вынужден под давлением союзников покинуть престол в июне 1917 года. Константин I, зять кайзера Вильгельма II, занимал германофильскую позицию, он покинул Грецию вместе со старшим сыном Георгом, оставив на троне второго сына — Александра. Новый король не имел реальной власти, так как политикой занимался премьер-министр Элефтериос Венизелос. Александр большей частью путешествовал по местам военных действий, поддерживая боевой дух солдат.
В ноябре 1919 года король тайно обвенчался с Аспасией Манос (1896—1972), дочерью полковника Петроса Маноса. Выходка короля вызвала большой скандал, в конце концов Аспасия прибыла в Афины, где их брак был официально признан, но королевой она не стала, получив лишь титул принцессы. В 1921 году, уже после смерти Александра, Аспасия родила дочь Александру (1921—1993), будущую жену сербского короля Петра II.
После подписания в 1920 году Севрского мирного договора Греция получила значительную часть территории Турции. Александр стал королём увеличенной Греции.
2 октября 1920 года, во время прогулки в королевском саду Татой, Александр был укушен обезьяной, от которой защищал свою овчарку. Спустя три недели, 25 октября он умер от сепсиса. После смерти короля премьер-министр заявил о создании республики, но его идея провалилась на выборах. В Грецию вернулся Константин I и вновь вступил на трон.

## Дети
- Александра (1921—1993), жена короля Югославии Петра II